# Kumquat
Kumquat (Citrus japonica, dříve řazen do rodu Fortunella), též nagami nebo počeštěně kumkvat, je rostlina nesoucí stejnojmenné ovoce připomínající miniaturní pomeranče.

## Rostlina
Stálezelený, pomalu rostoucí, hustě větvený keř nebo malý, 3 –4 metry vysoký stromek, s tmavě zelenými listy a větvemi pokrytými malými trny. Květy jsou bílé, jednotlivé nebo v květenstvích, vyrůstající z paždí listů. Rostlina může ročně vyprodukovat stovky i tisíce plodů – hesperidií o velikosti zhruba větší olivy.

## Plody
Tento polodlouhý trpasličí pomeranč patří mezi nejmenší citrusové plody, neboť je jen 2–4 cm dlouhý. Plody, dužina i slupka jsou oranžové a jedlé. Pochází z Východní Asie a Jižní Číny, kde jsou známy již od 12. století.
Protože plody mají výrazné aroma, často se používají při pečení masa (v takovém případě se půlí nebo čtvrtí). Ale mohou se jíst i syrové. Na rozdíl od pomerančů se jí i se sladkou slupkou. Plody stačí oprat a odstranit stopky. Často se používají k ozdobě koktejlů a jiných nápojů.
Hojně se také pěstuje na řeckém ostrově Korfu (Kerkyra), kde se z něj vyrábí stejnojmenný tradiční alkoholický likér. Podobně jako další citrusové plody kumquat obsahuje vitamín C, podporuje imunitní systém a stimuluje růst nových buněk.

## Galerie

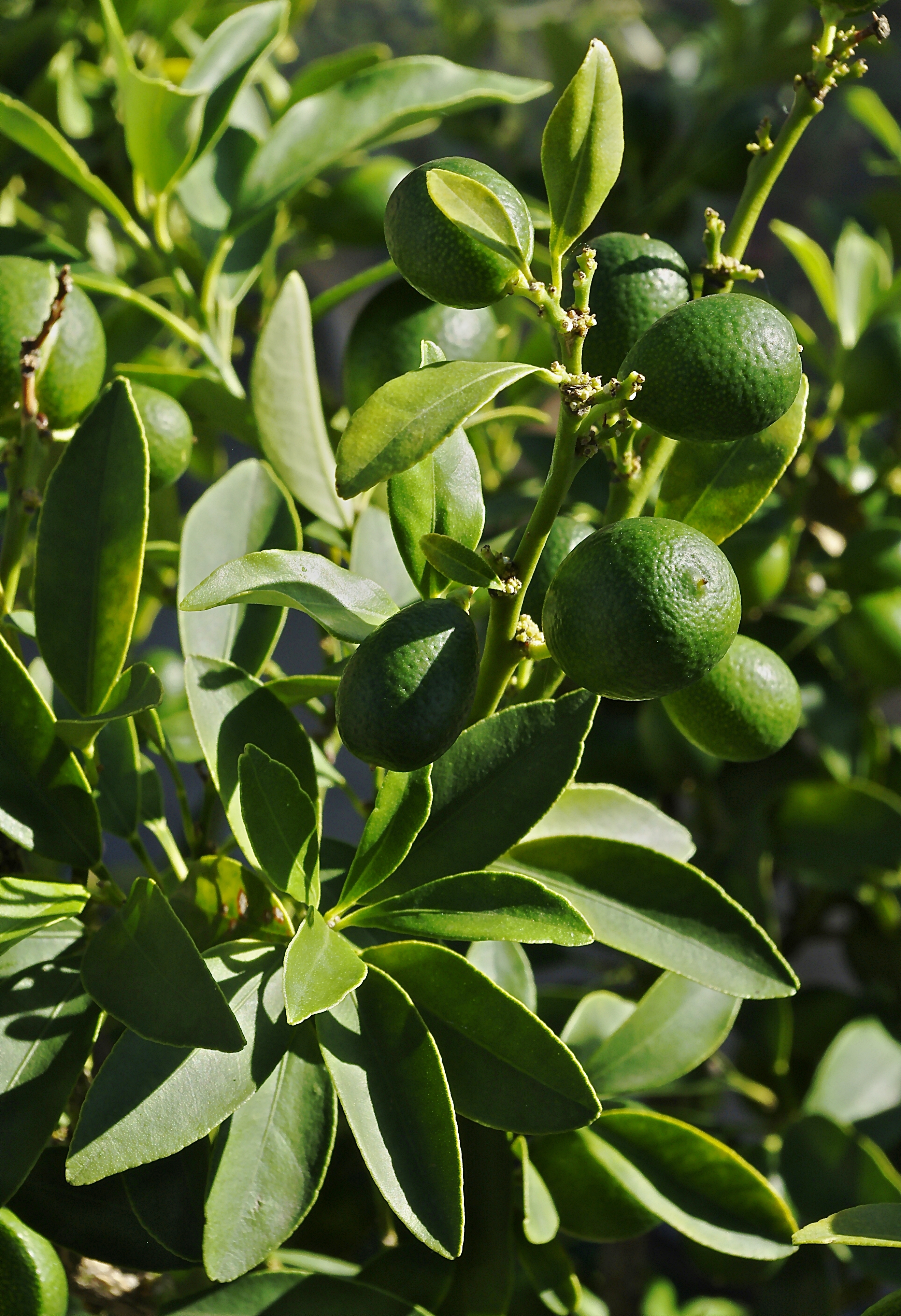
Nezralé plody na keři
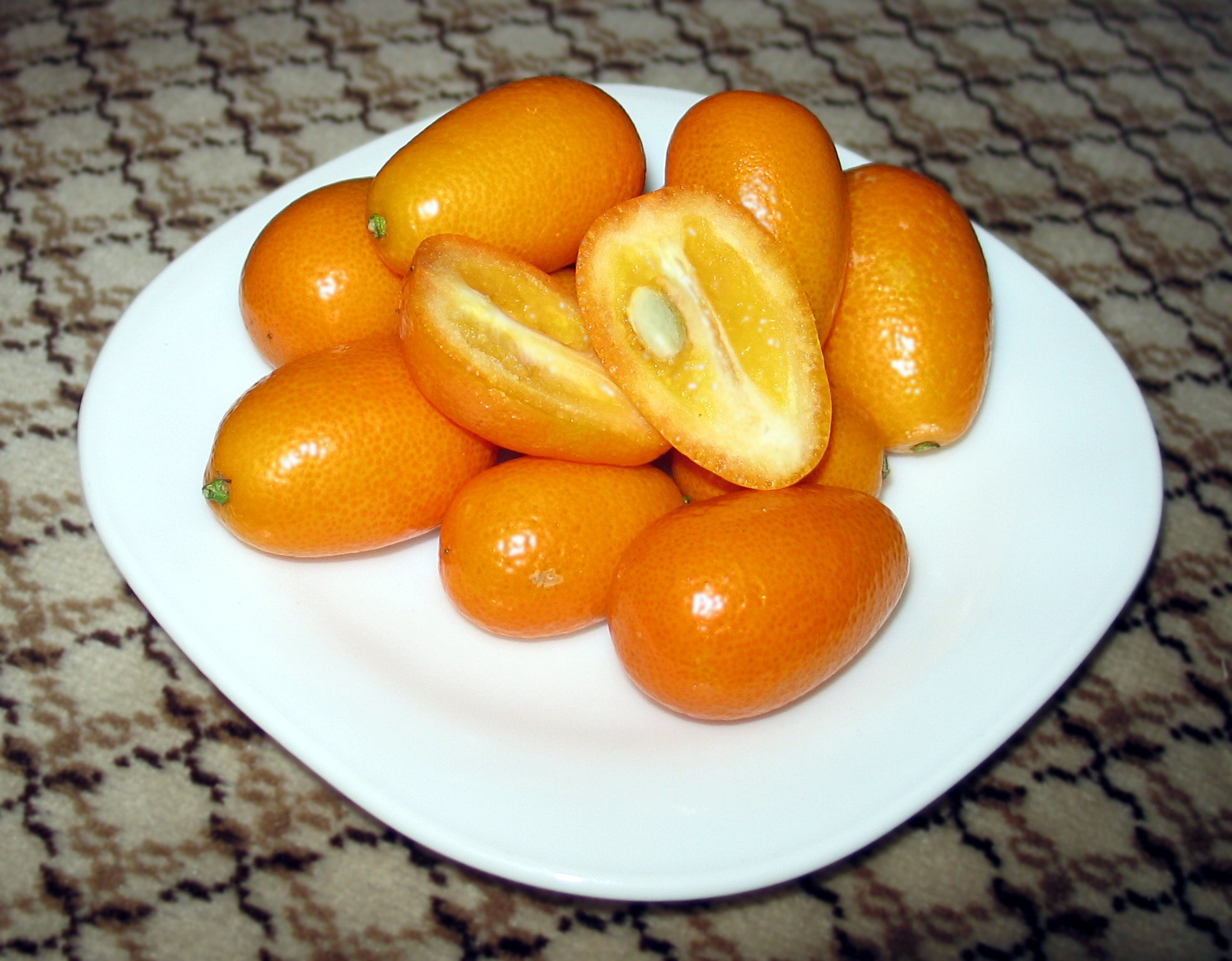
Plody kumqautu
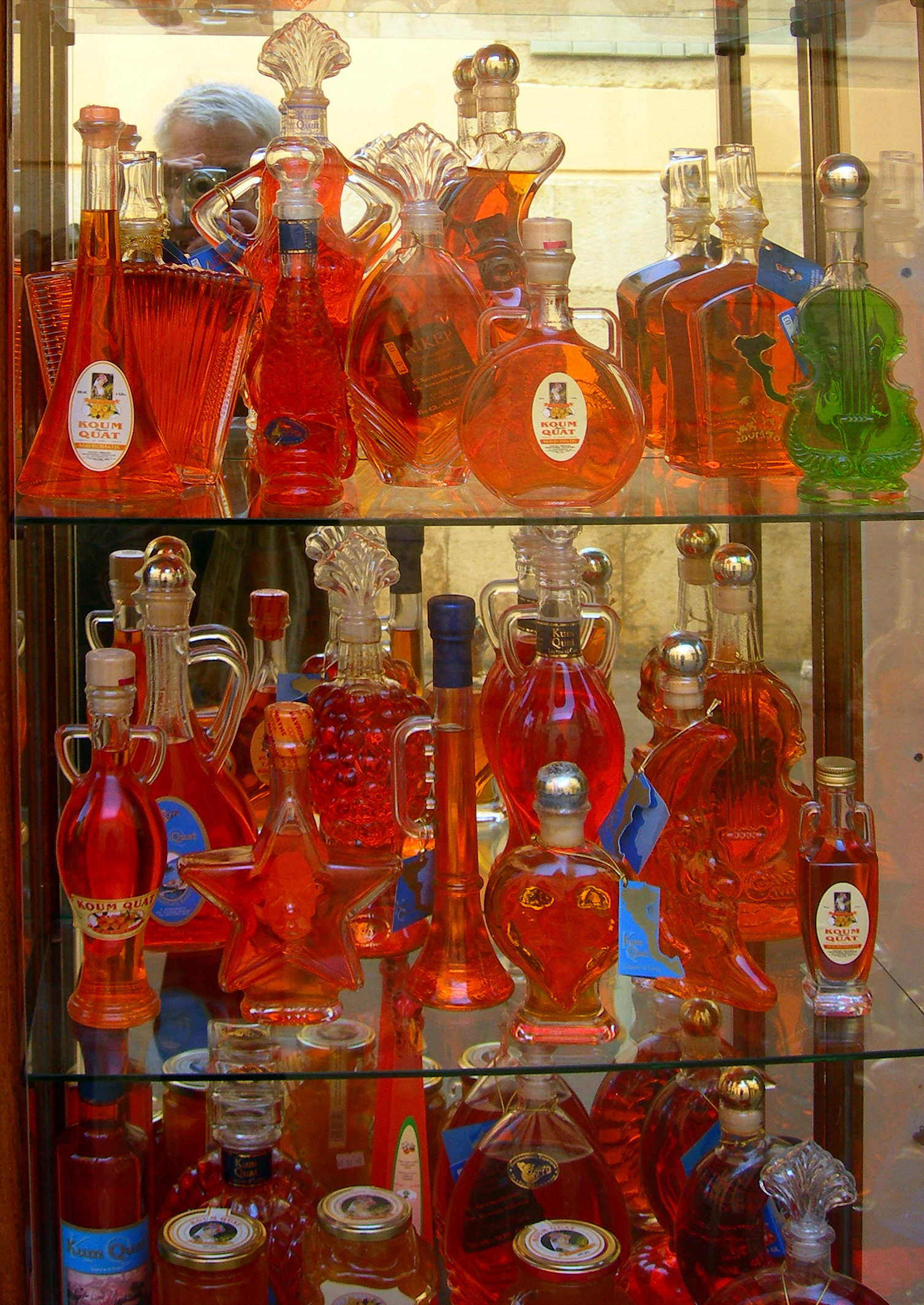
Kumquat likér
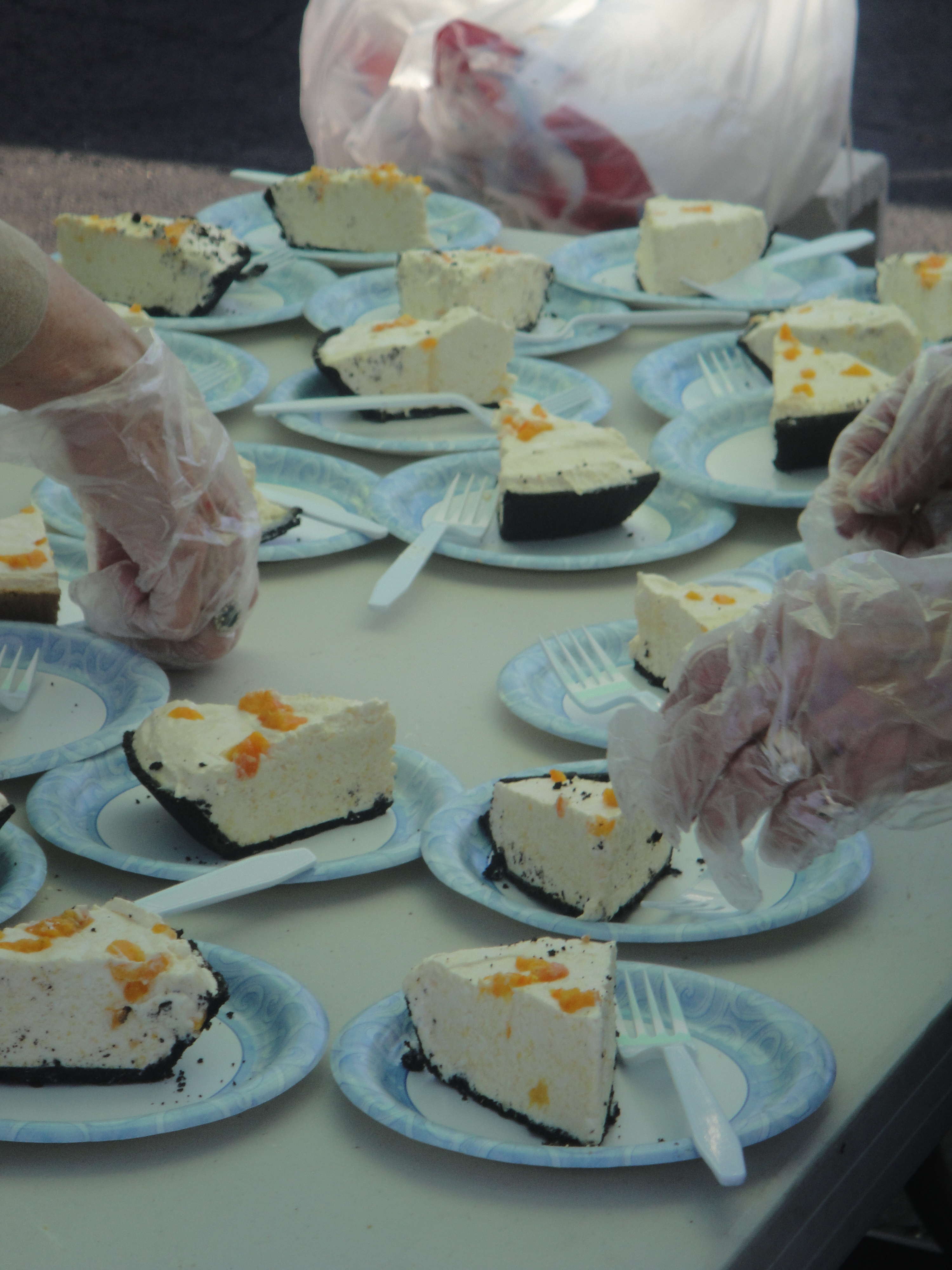
Využití v cukrářství
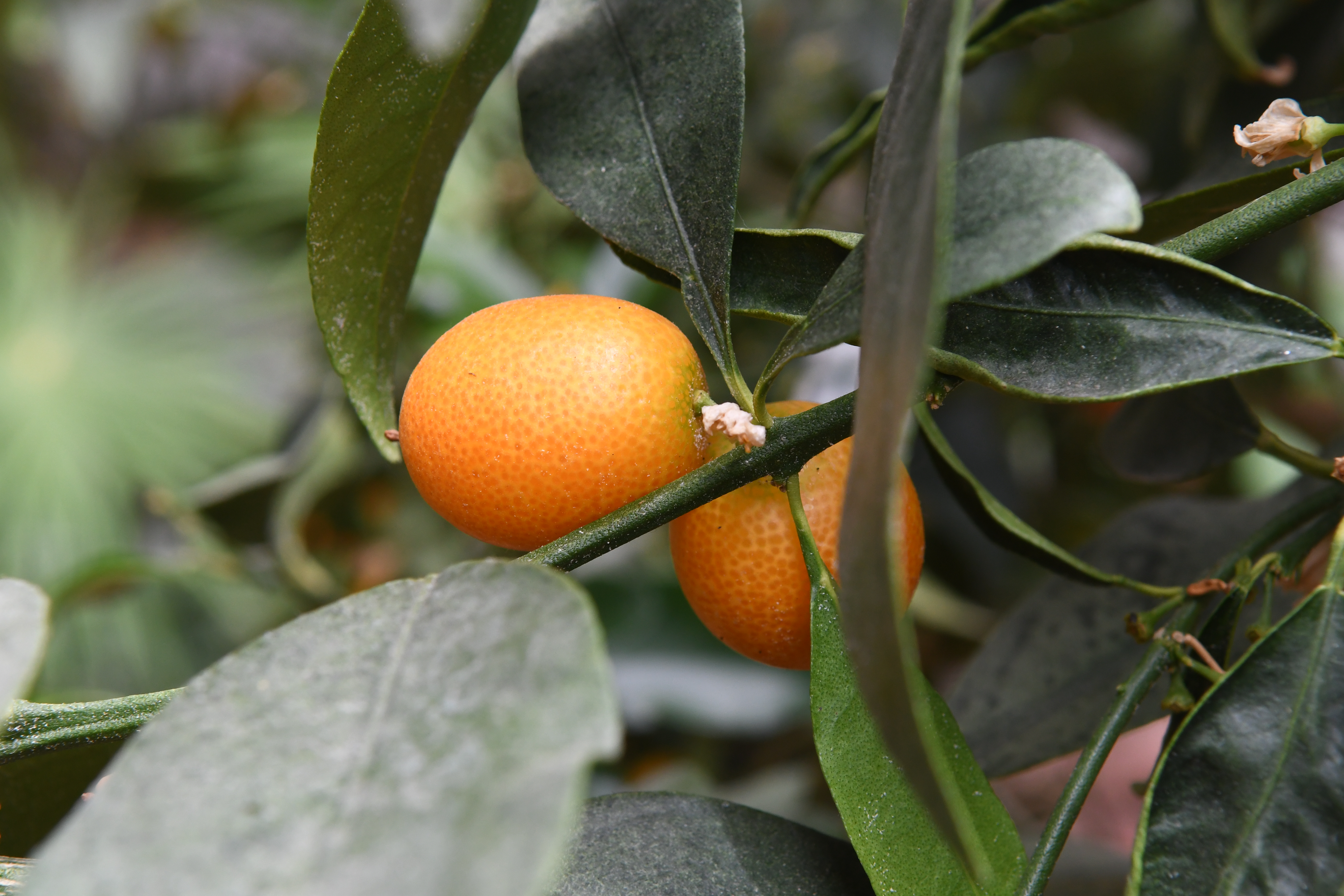
Citrus japonica v oranžeriii zámku v Dobříši.